# Premio Desmond Elliott
Il Premio Desmond Elliott (Desmond Elliott Prize) è un riconoscimento letterario britannico assegnato annualmente al miglior romanzo d'esordio scritto in inglese e pubblicato nel Regno Unito.
Il premio nasce grazie all'editore e agente letterario Desmond Elliott che, prima della morte avvenuta nel 2003, aveva stabilito che il suo patrimonio doveva essere destinato a un fondo per "arricchire le carriere di scrittori emergenti".
Amministrato dal National Centre for Writing, riconosce al vincitore un premio di 10000 sterline.

## Albo d'oro
| Anno | Vincitore        | Titolo originale               | Titolo italiano                     |
| ---- | ---------------- | ------------------------------ | ----------------------------------- |
| 2008 | Nikita Lalwani   | Gifted                         | La bambina prodigio                 |
| 2009 | Edward Hogan     | Blackmoor                      |                                     |
| 2010 | Ali Shaw         | The Girl with Glass Feet       | La ragazza dai piedi di vetro       |
| 2011 | Anjali Joseph    | Saraswati Park                 | Lo scrivano di Bombay               |
| 2012 | Grace McCleen    | The Land of Decoration         | Il posto dei miracoli               |
| 2013 | Ros Barber       | The Marlowe Papers             |                                     |
| 2014 | Eimear McBride   | A Girl Is a Half-formed Thing  | Una ragazza lasciata a metà         |
| 2015 | Claire Fuller    | Our Endless Numbered Days      | I nostri giorni infiniti            |
| 2016 | Lisa McInerney   | The Glorious Heresies          | Peccati gloriosi                    |
| 2017 | Francis Spufford | Golden Hill                    | Golden Hill                         |
| 2018 | Preti Taneja     | We that are Young              |                                     |
| 2019 | Claire Adam      | Golden Child                   |                                     |
| 2020 | Derek Owusu      | That Reminds Me                |                                     |
| 2021 | A. K. Blakemore  | The Manningtree Witches        | Le streghe di Manningtree           |
| 2022 | Maddie Mortimer  | Maps of Our Spectacular Bodies | Mappe dei nostri corpi spettacolari |
| 2023 | Premio sospeso   |                                |                                     |